# Михайловский, Дмитрий Фёдорович
Дмитрий Фёдорович Михайловский (1904, Сары Камши, Карская область, Российская империя — 1980, Тбилиси) — советский военачальник, директор ипподрома и конно-спортивной школы Тбилиси.

## Биография
Родился в 1904 году в местечке Сары Камши Карской области в Закавказье. Грузин.
Участник Гражданской войны в России. В Красной армии — с 1932 года, кандидат в члены ВКП(б) с 1940 года. В 1940 году в звании капитана был назначен командиром 17-го моторизованного полка 17-й танковой дивизии 5-го механизированного корпуса формировавшегося в Забайкалье в составе 16-й армии Забайкальского военного округа. В 1941 году механизированный корпус был передислоцирован в Киевский Особый военный округ.
С началом Великой Отечественной войны Михайловский участвовал в боевых действиях против немецких войск. В июле 17-й моторизованный полк вёл тяжелые бои но с честью вышел из окружения, имея во главе командира полка майора Михайловского и комиссара полка Эйхмана. За это командир Михайловский Дмитрий Федорович и полковой комиссар Эйхман Леонид Юрьевич (Юлиусович) были представлены к награждению орденами Ленина. Документы поступили Управление Кадров Красной Армии 08.08.1941 года вх. № 017070 с проектом Указа вх. от 08.08.41 № 017072 и направлены для исполнения в 7 Отдел. Указ Президиума Верховного Совета Союза ССР о награждении был подписан 31 августа 1941 года. Кроме этого командир полка был удостоен внеочередного военного звания полковника. 26 июля 1941 года Михайловский Д. Ф. бы назначен и. о. командира 1-й Пролетарской мотострелковой Московской дивизии. В связи со сложной обстановкой на Западном направлении, особенно под Смоленском, дивизия вела тяжелые бои. В первых числах августа 1941 года полковник Михайловский оказался в плену. Содержался в шталаге-325 как военнопленный № 01698, командир 1-й Пролетарской мотострелковой дивизии.
21 апреля 1942 года Михайловский вступил в Грузинский легион. Бежал во Францию, возглавил Парижское отделение сопротивление. После окончания ВОВ принял решение вернуться в СССР. Был арестован, как враг народа. 28 марта 1946 года на основании приказа ГУК № 0855 был объявлен приговор Военной Коллегии Верховного Суда Союза ССР и Михайловский был приговорён к ВМН. Без огласки приговор был заменен сроком содержания в ГУЛАГ. Реабилитирован.